# Capacidad jurídica
La capacidad jurídica, en Derecho, es la aptitud de una persona para adquirir derechos y contraer obligaciones 
por sí misma, sin el ministerio o autorización de otro.
La capacidad jurídica se clasifica en dos;
- Capacidad de goce: es la idoneidad que tiene una persona para adquirir derechos y contraer obligaciones.
- Capacidad de obrar o de ejercicio: es la idoneidad de una persona para ejercer personalmente tales derechos y cumplir las obligaciones.

La capacidad va paralela a la personalidad: se debe ser necesariamente persona para tener capacidad. Por eso algunos jurisconsultos han confundido los términos, que sin embargo son diferentes. Lo mismo se aplica a la diferenciación entre capacidad de 'goce' y de 'ejercicio'; ya que de hecho, puede tenerse capacidad de goce mas no de  ejercicio, un ejemplo sería el nasciturus, quien, aunque aún no ha nacido, pero ya puede ser titular de ciertos derechos; o yéndonos menos al extremo, podríamos hablar de los infantes que son propietarios de un bien inmueble, y aunque tienen derechos sobre la propiedad, no pueden ejercitar sus derechos vendiéndola o arrendándola. 
La imposibilidad de ejercer o gozar de la capacidad de obrar se conoce como incapacidad'.
En la legislación mexicana, toda persona tiene por el simple hecho de existir capacidad jurídica o de goce. Esta capacidad se adquiere en el momento del nacimiento y se pierde al morir; sin embargo, el Código Civil Federal establece que desde el momento en que el individuo es concebido se le tiene por nacido y está bajo la protección de las Leyes de dicho código.
Para obtener la capacidad de ejercicio deben cumplirse ciertos requisitos que la ley señala. En el caso de Colombia, se necesita tener 18 años cumplidos, es decir, ser mayor de edad para ejercer la capacidad. Existe la figura de la emancipación, que permite que un menor pueda adquirir un grado de capacidad de ejercicio casi idéntica a la de un adulto, excepto que no puede casarse sin consentimiento de su actual tutor legal.
Existen casos en que a pesar de cumplir la mayoría de edad, no se puede contar con capacidad de ejercicio. En cuanto a las sucesiones, puede estarse incapacitado para heredar si se cumplen ciertas condiciones, como haber cometido un delito en perjuicio del titular de la herencia, o bien haber sido el médico o sacerdote personal del fallecido. 
En los casos anteriores se dice que quienes estén en ese supuesto son "incapaces" o están en estado de interdicción. Este tipo de incapacidad es natural y legal; natural porque su condición humana no les permite ejercer el derecho y legal porque el derecho, desde el punto de vista objetivo, reconoce dicha imposibilidad de ser capaces en ejercicio. En el Derecho romano, los esclavos no tenían personalidad, eran reducidos a bienes propiedad de un dueño y al ser bienes su estatus en la sociedad era de cosas, no de personas.

## Capacidad jurídica en el derecho internacional
Por lo general, solo los estados soberanos se consideran sujetos de derecho internacional, pero los pueblos y las naciones no lo son. Aunque, en consecuencia, los pueblos no se consideran entidades jurídicas, tienen derecho de autodeterminación. Para evitar el problema resultante de la realización del derecho a la libre determinación, el desprecio por el derecho a la libre determinación por parte de un estado suele considerarse una violación.